# Tiberius Cavallo

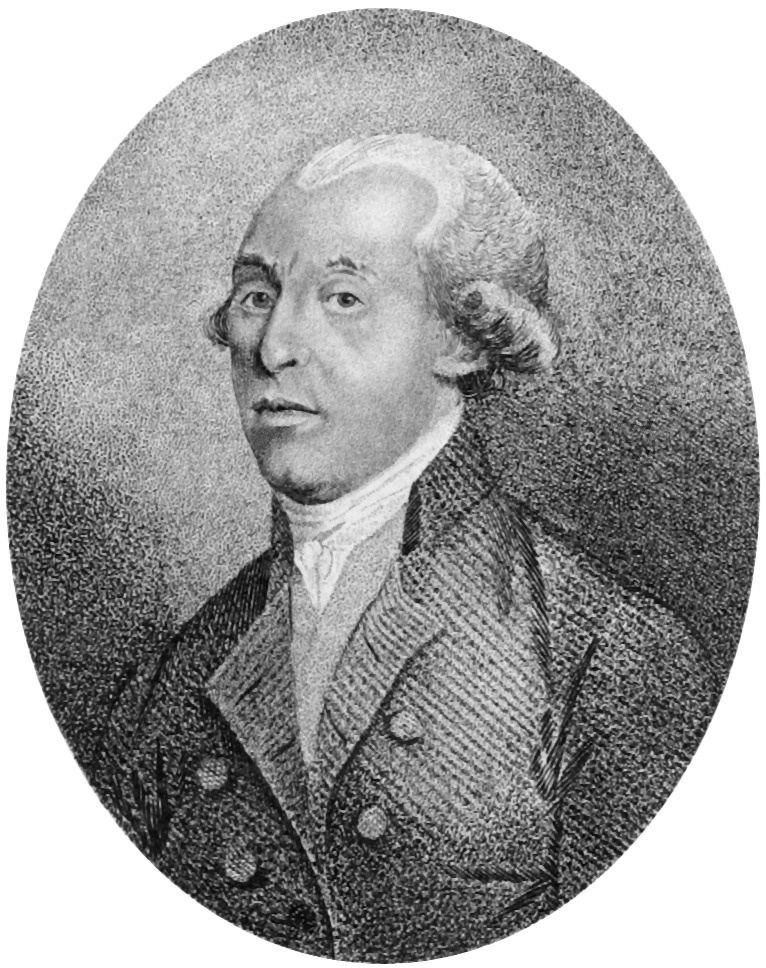
Tiberius Cavallo.

Tiberius (Tiberio) Cavallo, född 30 mars 1749 i Neapel, död 21 december 1809 i London, var en italiensk-brittisk fysiker.
Cavallo kom i sin ungdom till London för att utbilda sig till köpman eller bankir, men övergav snart denna verksamhet och ägnade sig uteslutande åt fysikaliska undersökningar. Hans viktigaste arbeten är utförda på elektricitetens område. Han ansågs som en av sin tids mest framstående fysiker. Han var ledamot av Royal Society från 1779 och tilldelades årligen dess Bakerian Medal 1780–1792.